# Xã North Germany, Quận Wadena, Minnesota
Xã North Germany (tiếng Anh: North Germany Township) là một xã thuộc quận Wadena, tiểu bang Minnesota, Hoa Kỳ. Năm 2010, dân số của xã này là 313 người.